# Кори Хокинс
Кори Антонио Хокинс (енгл. Corey Antonio Hawkins; Вашингтон, 22. октобар 1988) амерички је глумац.

## Биографија
Рођен је у Вашингтону, где га је одгајила мајка која је по професији полицајка. Стекао је диплому Школе Џулијард из Њујорка. Док је студирао на Џулијарду, добио је престижну награду Џон Хаусман за изврсност у класичном позоришту. Након што је дипломирао, глумио је ван Бродвеја и на телевизији. Имао је кратку улогу у филму Ајрон Мен 3 и Нон-стоп.

## Филмографија

### Филм
| Улоге Корија Хокинса |                      |               |                  |             |
| Година               | Српски назив         | Изворни назив | Улога            | Напомена    |
| 2011.                |                      |               | Кај              | кратки филм |
| 2012.                | Лојалност            |               | Вили             |             |
| 2013.                | Ајрон Мен 3          |               | војник           |             |
| 2014.                | Нон-стоп             |               | Травис Мичел     |             |
| 2014.                | Ромео и Јулија       |               | Тибалдо          |             |
| 2015.                | Право из Комптона    |               |                  |             |
| 2017.                | Конг: Острво лобања  |               | Хјустон Брукс    |             |
| 2018.                | Црни члан КККлана    |               | Стоукли Кармајкл |             |
| 2019.                | Злочин у Џорџтауну   |               | Данијел Волкер   |             |
| 2019.                | 6 одметнутих агената |               | Блејн / Седмица  |             |
| 2021.                | Висине Њујорка       |               | Бени             |             |
| 2021.                |                      |               | Макдаф           |             |
| 2023.                | Дракула: Буђење зла  |               | Клеменс          |             |
| 2026.                | Одисеја              |               |                  |             |

### Телевизија
| Улоге Корија Хокинса |                 |               |                |                |
| Година               | Српски назив    | Изворни назив | Улога          | Напомена       |
| 2011.                |                 |               | возач аутобуса | 1 епизода      |
| 2013.                |                 |               | Евандер        | 1 епизода      |
| 2015—2016.           | Окружен мртвима |               | Хит            | споредна улога |
| 2017.                | 24: Наслеђе     |               | Ерик Картер    | главна улога   |
| 2020.                |                 |               | Пол            | главна улога   |